# Baykar Bayraktar Mini UAV
O Bayraktar Mini UAV é um veículo aéreo não tripulado (VANT) portátil, produzido pela empresa turca Baykar.

## Desenvolvimento
Com o conceito de vigilância e reconhecimento aéreo diurno e noturno de curto alcance, o desenvolvimento do sistema iniciou-se em 2004. O protótipo inicial do Bayraktar A foi desenvolvido em 2005 e, após demonstrações de voo autônomo bem-sucedidas, a Baykar foi premiada com um contrato para iniciar a produção em série. O primeiro lote das Forças Armadas Turcas era composto por 19 aeronaves, que foram implantadas principalmente no sudeste da Turquia para serem usadas em operações de contraterrorismo.
Após centenas de horas de voo e feedbacks, o sistema foi submetido à grandes modificações e versões melhoradas começaram a ser desenvolvidas. Como resultado, o Bayraktar B Mini UAV tornou-se operacional em dezembro de 2007 para ser inicialmente operado pelas Forças Armadas da Turquia. Devido ao seu sucesso na região, o sistema também recebeu um acordo de exportação para as Forças Armadas do Catar em 2012.
A aeronave e seus sistemas são constantemente aprimorados. De acordo com a Baykar, a versão mais recente do Bayraktar Mini UAV tem alcance de comunicação duas vezes maior e altitude máxima três vezes maior em comparação com seus antecessores.

## Visão geral
O Mini UAV é um sistema VANT portátil lançado à mão, projetado para operar sob condições geográficas e meteorológicas adversas. Em 2021, registrou mais de 100.000 horas de voo. O sistema oferece recursos de proteção com alto grau de confiabilidade e facilidade para os operadores, o que o torna um valioso ativo tecnológico[carece de fontes?]

## Operadores
Turquia: desde 2007.
- Forças Armadas da Turquia[1]

 Catar: desde 2012.
- Forças Armadas do Catar[13]

 Líbia: desde 2020.
- Forças Armadas do Líbano[13]

 Ucrânia: desde 2022.
- Forças Armadas da Ucrânia[13]

## Especificações

### Características gerais
- Carga útil: câmera acoplada ou câmera de visão térmica.[1]
- Comprimento: 1,2 m[1]
- Envergadura: 2 m[1]
- Altura: 4,1 m[1]
- Peso máximo de decolagem: 4,5 kg[1]

### Performance
- Velocidade de cruzeiro: 60 km/h[1]
- Alcance: 150 km[1]
- Autonomia: 60-80 minutos[1]
- Teto operacional: 4 mil pés[1]